# Solnan
Der Solnan ist ein Fluss in Frankreich, der in den Regionen Auvergne-Rhône-Alpes und Bourgogne-Franche-Comté verläuft. Er entspringt im Jura, im Gemeindegebiet von Verjon, entwässert anfangs Richtung Südwest, schlägt dann einen großen Bogen um den Ort Villemotier, verläuft ab dort nordwärts und mündet nach insgesamt rund 62 Kilometern im Stadtgebiet von Louhans als linker Nebenfluss in die Seille. 
Auf seinem Weg durchquert der Solnan die Départements Ain und Saône-et-Loire.

## Orte am Fluss
- Verjon
- Villemotier
- Pirajoux
- Domsure
- Condal
- Dommartin-lès-Cuiseaux
- Sainte-Croix
- Bruailles
- Louhans